# 羊亮 (南朝)
羊亮，泰山郡钜平县（今山东省泰安市宁阳县）人，南北朝南梁官员，羊鸦仁的儿子。
侯景之乱后，羊亮改任吴州刺史，羊亮隶属于王僧辩的弟弟王僧愔之下，与王僧愔不和，秘密召侯瑱将王僧愔擒获。王僧愔以名节责问侯瑱，侯瑱委罪于部将羊鲲，将他斩杀。羊亮后来追随王琳，以名将之子被礼遇隆重。他为人喜欢喝酒，有无赖习气，酒醉，为阉人所杀。